# くればぁ
株式会社くればぁは、愛知県豊橋市に本社をおく縫製業。

## 沿革
- 1966年（昭和41年）4月 - 愛知県蒲郡市において個人創業[1]。
- 1970年（昭和45年）10月 - 静岡県引佐町（現・浜松市浜名区）に引佐工場を設立[1]。
- 1971年（昭和46年）4月 - 法人化し、大幸衣料有限会社となる[1]。
- 1979年（昭和54年）6月 - 愛知県豊川市に本社を移転[1]。
- 1984年（昭和59年）10月 - 愛知県宝飯郡小坂井町に工場を移転[1]。
- 1989年（平成元年）8月 - 有限会社くればぁを設立[1]。
- 2005年（平成17年）6月 - 豊橋市大村町字藤田に本社工場を移転[1]。
- 2006年（平成18年）7月 - 株式会社くればぁと改称[1]。
- 2014年（平成26年）1月 - インドネシアにPT.CLEVER TRADING INDONESIAを設立[1]。西アフリカで流行したエボラ出血熱の感染予防のため、約1万枚のマスクをアフリカ諸国に無償提供。ギニア大使から感謝状を受ける[2]。
- 2015年（平成27年） - フィギュアスケートの羽生結弦選手がくればぁ製のマスク「ピッタリッチ」を着用した姿が話題となった[3]。
- 2020年（令和2年）5月28日 - 「ピッタリッチ」の製造休止を発表[3]（現在は再開）。

## 日の丸マスク
同社の発売する「ピッタリッチ」は羽生結弦が着用して注目を浴びてから「日の丸マスク」と通称されるようになった。
「日の丸マスク」はくればぁが開発した花粉症対策の高性能マスクで、PM2.5などの大気汚染が深刻化した2013年頃から徐々に売上を伸ばしていた。
2014年秋、同社の社会貢献活動などを聞きつけたスポーツ関係者から花粉症に悩む選手のためにマスクを作って欲しいと依頼を受け、埼玉大学の研究者の協力を得て新製品を開発した。依頼したスポーツ関係者に数十個を先行販売し、応援のメッセージで日の丸を付けた。そのうちのひとつが羽生結弦の手に渡った。
ただ、日の丸を付したデザインからは「日本代表」の公式的なグッズという誤解を生み波紋を呼ぶことにもなった。

### デマ・誹謗中傷の拡大と製造中止
新型コロナウイルス感染症が拡大する2020年2月頃、日の丸があしらわれた同社の製品「日の丸マスク」をめぐって、SNS上で「厚労省がマスク不足に対応し日の丸を冠したマスクを生産」などといった根拠の無いデマが拡散された。このデマは毎日新聞が、厚生労働省の医療用マスクに関する取り組みを紹介したネット配信記事内で同社のマスクをイメージ画像として使用したことに端を発するもので、同年3月にはBuzzFeed Newsがファクトチェックを行い、デマを誤りだとする記事を配信している。デマにはタレントの室井佑月らも加勢し、マスクはSNSでの誹謗中傷を受け製造を休止した。